# タン (色)
タン（Tan）は淡い茶色である。色名は皮革のなめしに用いるタナム（またはタンナム、tannum：オークの樹皮のこと）にちなむ。
タンが英語の色名として最初に用いられたのは1590年のこととされる。
タウニー（tawny）やテニー（tenné）、フォルバス（fulvous）は類似色または同義語として扱われることがある。

## タンのバリエーション

### サンディ・タン
サンディ・タン（Sandy tan）は右に示す色調の色である。
クレオラは2000年からクレオラ・マーカーの1色としてラインアップしている。

### タン・オレンジ
クレオラのクレヨンでは1958年から右に示す橙みのタンのことをタンと呼んでいる。または、1990年にはクレオラ・マーカーにもラインアップされた。

### ウィンザー・タン
ウィンザー・タン（Windsor tan）は右に示す色調の色である。
英語でウィンザー・タンが色名として最初に用いられたのは1925年とされる。

### トスカーナ・タン
トスカーナ・タン（Tuscan tan）は右側に示す色調の色である。
英語でトスカーナ・タンが色名として最初に用いられたのは1926年とされる。

## 文化におけるタン
軍事
- アメリカ陸軍第75レンジャー連隊のベレー帽の色はタンである。カナダのカナダ特殊作戦連隊（英語版）やJTF-2も同様である[7]。

日光浴
- 日光浴で肌が日焼けし色が濃くなった際に、英語では getting a tan と表現する。